# 圣让代朗
圣让代朗（法語：Saint-Jean-d'Hérans，法語發音：[sɛ̃ ʒɑ̃ deʁɑ̃]）是法国伊泽尔省的一个市镇，属于格勒诺布尔区。

## 地理
圣让代朗（44°51'12"N, 5°45'39"E）面积17.48 平方千米，位于法国奥弗涅-罗讷-阿尔卑斯大区伊泽尔省，该省份为法国东南部内陆省份，北起顺时针与安省、萨瓦省、上阿尔卑斯省、德龙省、阿尔代什省、卢瓦尔省和罗讷省。
与圣让代朗接壤的市镇（或旧市镇、城区）包括：圣皮耶尔德梅阿罗、科涅、特列沃地区科尔尼永、迈尔-萨韦勒、芒斯、蓬索纳、圣阿雷、特列沃地区沙泰勒。

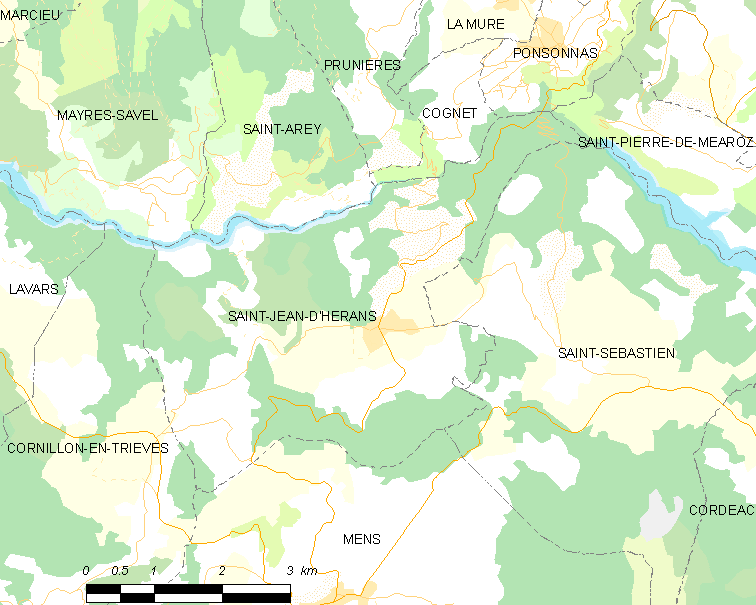
圣让代朗的OSM定位图

圣让代朗的时区为UTC+01:00、UTC+02:00（夏令时）。

## 行政
圣让代朗的邮政编码为38710，INSEE市镇编码为38403。

## 政治
圣让代朗所属的省级选区为马泰西讷-特列沃县。

## 人口

1962-2008年间圣让代朗人口变化图示

圣让代朗于2022年1月1日时的人口数量为308人。